# Microchirus azevia
 Microchirus azevia és un peix teleosti de la família dels soleids i de l'ordre dels pleuronectiformes que es troba a les costes de l'Atlàntic oriental (des de Portugal fins al Senegal) i a la Mediterrània (Península Ibèrica i Algèria).